# Cessna 172
Cessna 172 Skyhawk (прието на български Чесна или Цесна, но правилно произношение Сесна [ˈsesnə]) е самолет с едномоторен витлов двигател с вътрешно горене, четириместен моноплан, високоплощник. Конструиран е през 1955 г. и негови модификации са в производство до днес. Използва се за граждански полети и обучение на пилоти. Поради много добрите си полетни характеристики и висока надеждност, Cessna 172 е популярен и е най-успешният самолет, внедрен в масовото производство.

## Полетно-технически характеристики на Cessna 172 R

### Технически характеристики
- Екипаж – 1 пилот
- Пътници – 3 пътника
- Дължина – 8,28 m
- Разпереност – 11 m
- Височина – 2,72 m
- Площ на крилата – 16,2 m2
- Аеродинамичен профил на крилото – NACA 2412
- Маса празен – 767 kg
- Маса – максимална полетна  – 1111 kg
- Двигател – 1× Lycoming IO-360-L2A, четири хоризонтално разположени насрещни цилиндъра
- Мощност – 120 kW
- Вместимост на резервоара за гориво – 212 l
- Коефициент на челно съпротивление при нулева подемна сила – 0,0319
- Еквивалентна площ на съпротивлението – 0,52 m²

### Полетни характеристики
- Скорост крайцерска  – 228 km/h (на морско ниво)
- Скорост максимално допустима 302 km/h
- Практическа далечина на полета – 1272 km (на 3040 m височина)
- Практически таван на полета – 4116 m
- Скороподемност – 3,7 m/s
- Натоварване на крилото 68,8 kg/m²
- Тяговъоръженост – 108 W/kg
- Аеродинамично качество – 11,6